# Mira (Vorname)
Mira (auch in der anglisierten Transkription Meera) ist ein weiblicher Vorname unterschiedlicher Herkunft und Bedeutung.

## Herkunft und Bedeutung
Für den Namen Mira existieren verschiedene Herleitungen.
- Sanskrit: मीरा „Meer, Ozean“[1]
  - Name einer indischen Prinzessin, die ihr Leben dem Gott Krishna weihte
- slawische Kurzform von Namen mit dem Element miru „Frieden“ oder „Welt“[2]
- Kurzform von Mirabella:[3] „wundersam“, „wunderbar“, „schön“[4]
- Kurzform von Miranda, Elmira/Almira, Samira, Palmira oder Mirjam[3]
- weibliche Variante von Miro:[3] „Frieden“[5]
- arabisch: „Vorrat“, „Versorgung“[6]
- Judäo-Katalanisch: „Myrrhe“, „angesehen“ oder als Kurzform von Mirjam[7]
- Variante von Myra[8]
- kurdisch: Fürstin[2]

## Verbreitung
Der Name Mira ist vor allem im slawischen Raum, die Variante Meera in Indien und Sri Lanka verbreitet.
In Deutschland wurde der Name Mira vor 1980 nur gelegentlich vergeben. Seit Ende der 2010er Jahre gewinnt der Name an Popularität. Im Jahr 2021 belegte Mira Rang 31 der beliebtesten Mädchennamen in Deutschland.

## Varianten
- indische Varianten:
  - Hindi: Meera
  - Marathi: Meera
  - Malayalam: Meera
  - Tamil: Meera
  - Kannada: Meera
- Kroatisch: Branka, Mirica, Mirka
  - Diminutiv: Brankica
- Serbisch: Branka, Mirka
  - Diminutiv: Brankica
- Slowenisch: Miša

## Namenstage
- Finnland: 30. April
- Bulgarien: 5. Mai
- Polen: 11. Mai und 21. September

## Namensträgerinnen
- Mutter Meera (* 1960), indische Mystikerin
- Mira (Sängerin) (* 1995), rumänische Sängerin
- Mira Abendroth, österreichische Opernsängerin
- Mira Alečković (1924–2008), jugoslawische Schriftstellerin, Dichterin und Liedtexterin
- Mira Alfassa (1878–1973), französische Gründerin eines Ashrams
- Mira Awad (* 1975), arabisch-israelische Schauspielerin und Sängerin
- Mira Bartuschek (* 1978), deutsche Schauspielerin
- Mira Benser (* 1989), deutsche Film- und Theaterschauspielerin
- Mira Craig (* 1982), norwegisch-amerikanische Sängerin
- Mira Debelak Deržaj (1904–1948), slowenische Bergsteigerin und Publizistin
- Mira Furlan (1955–2021), kroatische Schauspielerin
- Mira Gittner (* 1971), deutsche Schauspielerin und Regisseurin
- Mira Glodeanu (* 1972), rumänisch-französische Violinistin
- Mira Elisa Goeres (* 1992), deutsche Schauspielerin
- Mira Kubasińska (1944–2005), polnische Sängerin
- Mira Kuisle (* 1974), deutsche Biathletin
- Mira Lobe (1913–1995), österreichische Kinderbuchautorin
- Mira Luoti (* 1978), finnische Sängerin, Schauspielerin und Poetin
- Mira Mahn (* 1977), deutsche House-DJ, siehe Mira (DJ)
- Mira Möller (* 1986), deutsche Fußballspielerin
- Mira Murati (* 1988), albanisch-US-amerikanische IT-Managerin
- Mira Nair (* 1957), indische Filmautorin, Schauspielerin, Produzentin
- Meera Nanda (* 1954), indische Biologin und Wissenschaftsphilosophin
- Mira Oberholzer-Gincburg (1884–1949), Schweizer Ärztin und Psychoanalytikerin
- Mira Partecke (* 1971), deutsche Schauspielerin und Hörspielsprecherin
- Mira Rai (* 1988), nepalesische Trailläuferin
- Mira Schendel (1919–1988), brasilianische Malerin und Lyrikerin
- Mira Sorvino (* 1967), US-amerikanische Schauspielerin
- Mira J. Spektor (1928–2021), US-amerikanische Komponistin
- Meera Syal (* 1961), britisch-indische Schauspielerin und Künstlerin
- Mira Sophia Ulz (* 1998), österreichische Sängerin
- Mira Thiel (* 1979), deutsche Drehbuchautorin und Filmregisseurin
- Mira Valentin (* 1977), deutsche Journalistin, Fantasy-, Krimi- und Sachbuchautorin
- Mira Wanting (1978–2012), dänische Schauspielerin